# Herba de la sang
La serverola, agrimònia, herba de la sang, herba de Sant Antoni, herba del mal estrany, herberola o setge (Agrimonia eupatoria), és una planta herbàcia perenne de la família de les rosàcies de distribució eurosiberiana. Etimològicament el nom científic de la planta Agrimonia eupatoria prové del grec "argemos", que vol dir 'núvol', i "agrios", que vol dir 'salvatge'.
Addicionalment pot rebre els noms d'agrimònia comuna, canabassa, cura-ho-tot, eupatòria, flor de Sant Antoni, gossos, herba agrimònia, herba cuquera, herba de l'hepatitis, herba de la pulmonia, herba de la ramona, herba de les sangs, herba de mal estrany, herba de Sant Guillem, herba de Sant Ramon, herba dels cucs, herba escurçonera, herba ramona, herba servera, herba tossera, mal estrany, saquer, servereta, serverina, setge blanc, setsagnies i tapaculs. També s'han recollit les variants lingüístiques agramònica, agrimoni, agrimònica, cervereta, cerverola, gramònica, gremònia, gremònica, grimònia, herba de garrotillo, herba del garrotillo, herba del malastrany, herba grimònia, malastrany, mònica i serrarola.

## Ecologia

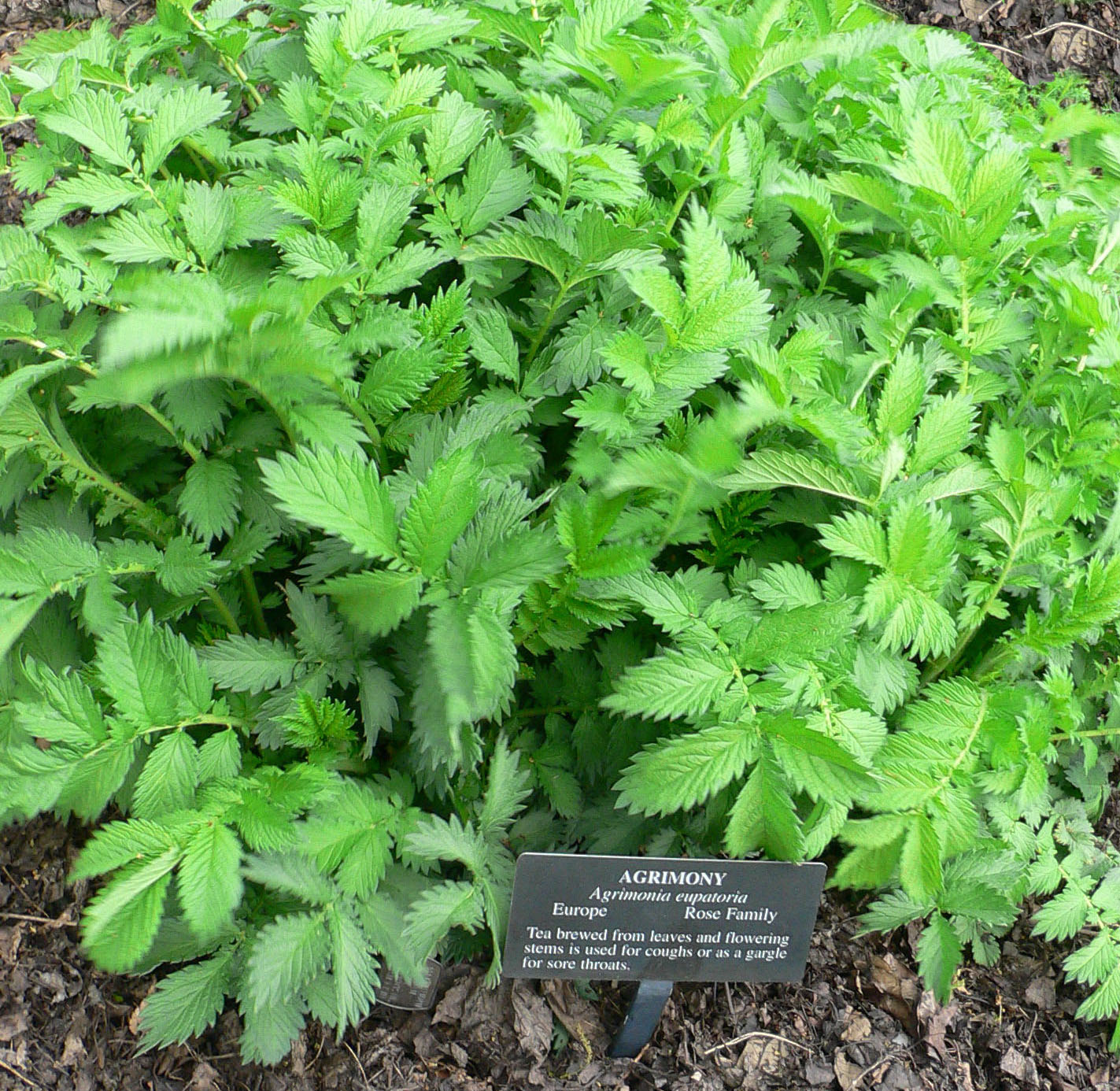
Fulles

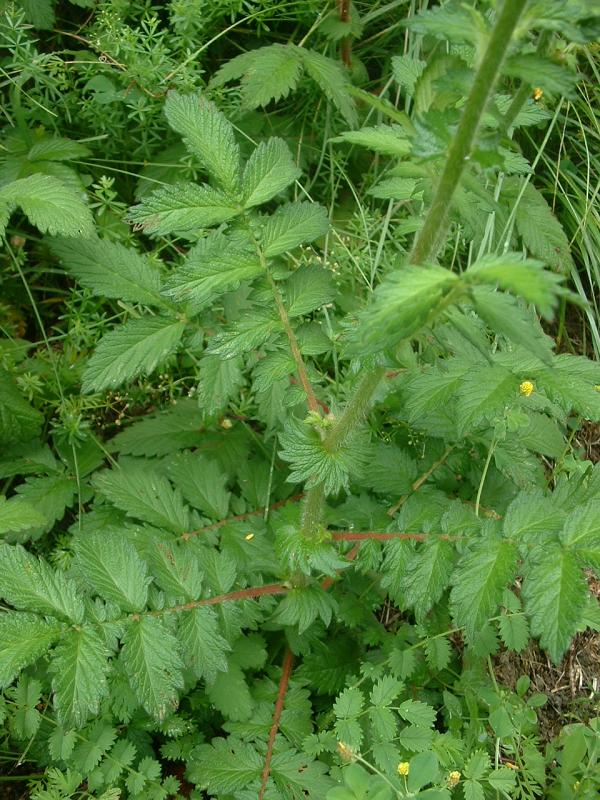
Fulles

La distribució a nivell mundial és eurosiberiana. Als Països Catalans es localitza en zones com Barcelona, Castelló, Girona, Illes Balears, Lleida, Tarragona i València. Té com a hàbitat els prats humits o a vegades les vores dels camins. La forma vital de Raunkjaer és hemicriptòfit. Morfològicament es distingeix per les dimensions de la tija, que va de 30 cm fins a 100 cm.

## Morfologia
Planta hermafrodita, capaç d'autopol·linitzar-se, perenne, proveïda d'un rizoma del qual sorgeixen tiges erectes de 15 fins a 140 cm, amb pèls llargs i glandulars. Les fulles sovint es disposen formant una roseta basal, de 6-25 x 4-10 cm; tenen 3-6 parells de folíols principals, amb 2-3 més petits entre si. El marge és tancat i crenulat. L'anvers és verd fosc i el revers blanc grisós-tomentós, amb pèls glandulars. Les flors es disposen al llarg de la tija formant una inflorescència generalment poc ramificada, amb pedicels de fins a 3 mm i dues bràctees trilobulades; són pentàmeres. És una planta dialisèpala; el calze és format per 5 sèpals i 5 pètals de 4-5 mm de color groc daurat, lanceolat, no emarginats. L'androceu és format per 5-20 estams i el gineceu per un ovari amb dos carpels: en sorgeix un estil per cadascú. El fruit n'és un aqueni o diaqueni tancat i està coronat per pèls rígids encorbats a la punta.

## Farmacologia
La part utilitzada (droga) com a planta medicinal que interessa són les fulles. Es procedeix a la recol·lecció a l'inici de la floració; es posen a assecar separant-les, assegurant una bona aireació i ombra. Després de l'assecat és característic que les fulles facin un agradable perfum, barrejat amb una lleugera amargor.
La composició química principal són els tanins. Apareixen en importants quantitats en forma de catèquics (5-8%) i elàgics, com l'agrimonòlit. També apareixen flavonoides, glucòsids d'apigenina, luteolina, quercetina, triterpens (1,5%), alfaamirina i àcid ursòlic (0,6%). En menor quantitat hi ha cumarines, lípids, i oli format per triglicèrids d'àcids palmític, esteàric.

### Usos medicinals
Accions farmacològiques i propietats: a causa de l'efecte astringent dels tanins, l'agrimònia exerceix un efecte antidiarreic. Aquest efecte pot veure's potenciat per l'efecte antisèptic dels seus tanins, que poden eliminar els bacteris responsables de diarrees infeccioses.
Els tanins de l'agrimònia s'uneixen a les proteïnes i les precipiten; exerceixen un efecte astringent de la pell i formen una capa protectora. Flors de Bach: l'Agrimonia eupatoria forma part de les 38 flors de Bach, que dins de la seva cosmovisió té les següents propietats i aplicacions: oculta emocions tortuoses, problemes greus i angoixa inconscient rere una màscara d'alegria i despreocupació permanent. Evita discussions i cerca harmonia. Tendència a les addiccions, tabac, drogues, alcohol, joc, treball, assumir riscos, menjar i compres, com mecanisme d'escapament al seu turment mental. Busca ser acceptat. Si emmalalteix bromeja referint-se a la seva malaltia.

### Indicacions
Tractament de la diarrea aguda, d'origen bacterià o no. Dermatitis, afeccions bucofaríngies com estomatitis o faringitis.
Usos tradicionals: afeccions dèrmiques com dermatitis seborreica, lesions cutànies, úlcera cutània i psoriasi.

### Toxicitat
Sobredosi, no existeixen dades disponibles en la bibliografia que recullin casos de sobredosificació amb aquest medicament.

### Reaccions adverses
Són rares i lleus. L'agrimònia pot produir rarament gastràlgia i gastritis a causa dels efectes irritants dels tanins. En molt rares ocasions o en pacients propensos, es pot generar una úlcera pèptica.

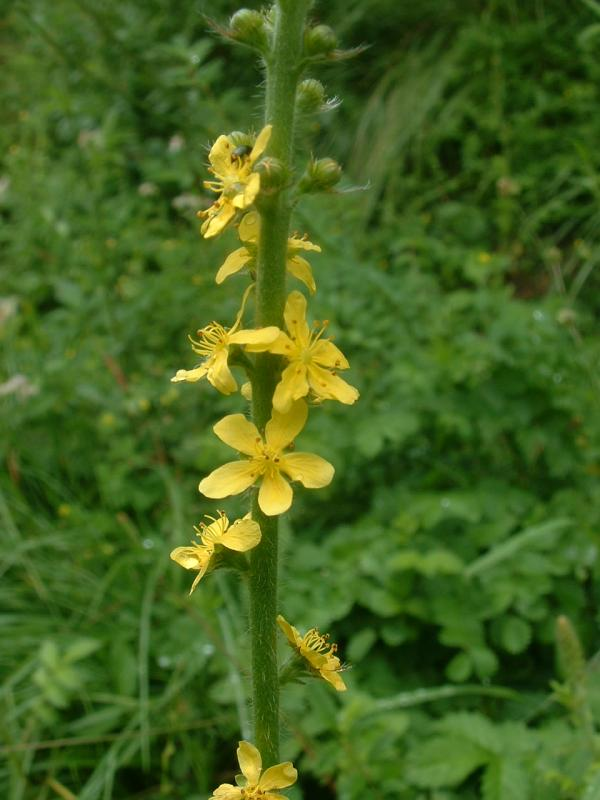
Flors
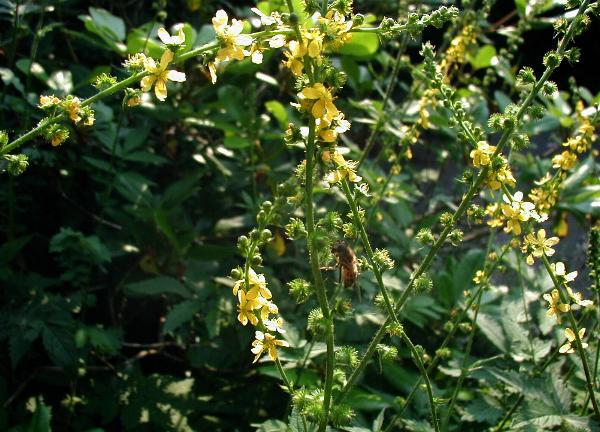
Flors
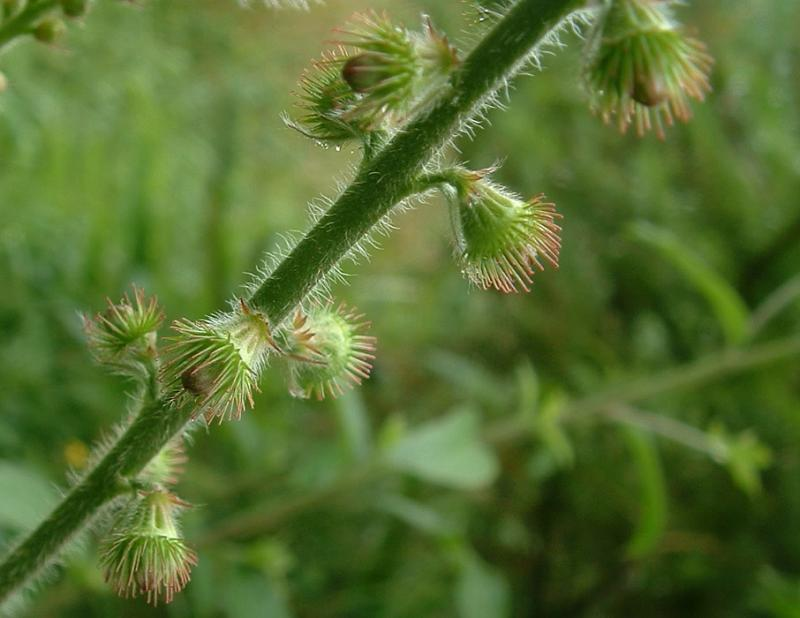
Fruits
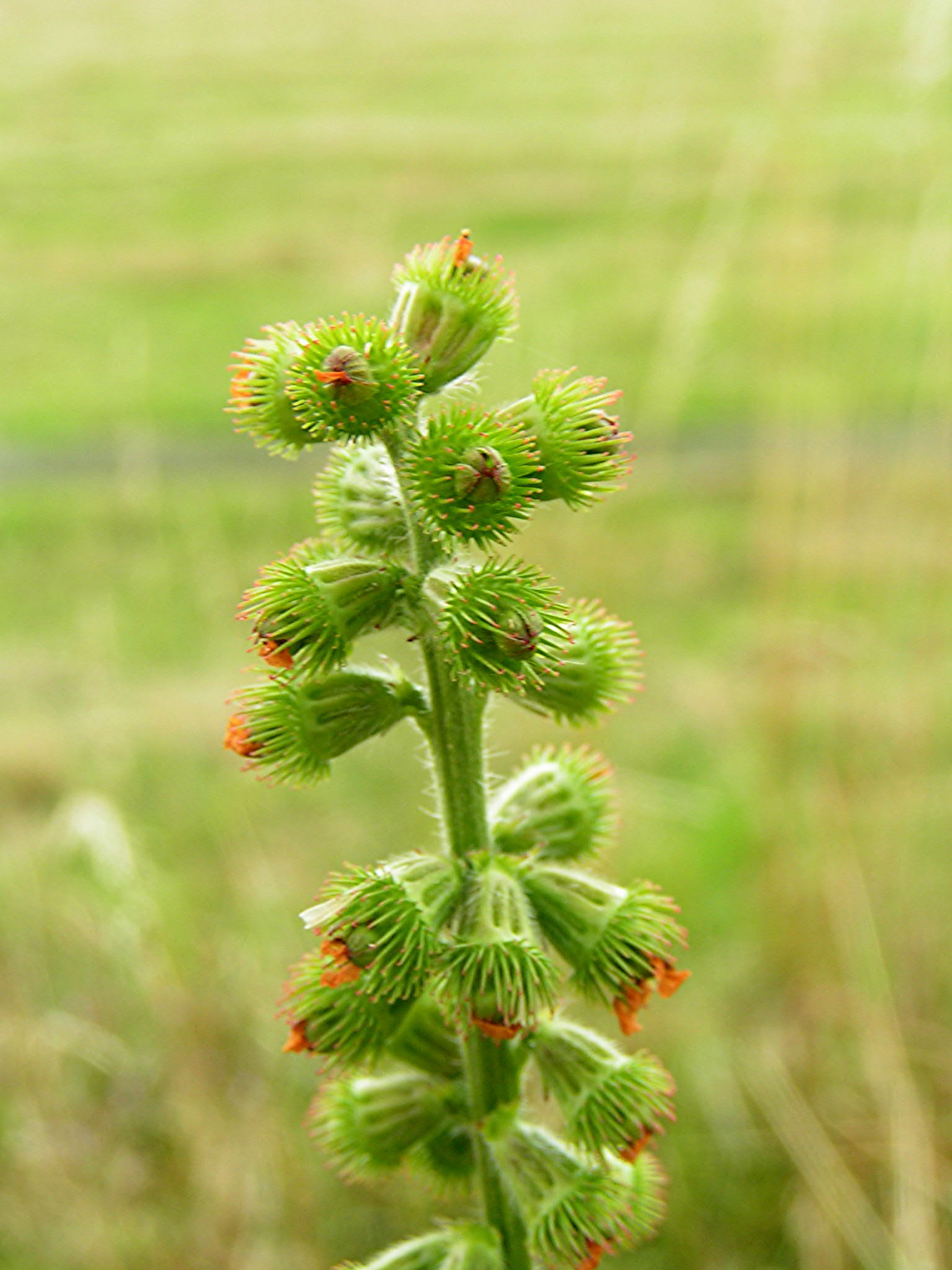
Fruits